# Luna 9
Luna 9 (rusko Луна-9) je bilo prvo vesoljsko plovilo, ki je uspel mehak pristanek na Luni in prvo, ki je vrnilo posnetke s površine drugega nebesnega telesa.  Plovilo je bilo zasnovano v okviru sovjetskega programa Luna. 

## Razvoj
Pred odpravo Luna 9 je bilo v okviru programa Luna (podprogram E-6) izvedenih enajst poskusov mehkega pristanka na Luni. Površje so dosegla tri plovila, vendar so se med pristankom razbila: Luna 5, Luna 7 in Luna 8.
Plovila so bila zasnovana v oblikovalsko-konstruktorskem biroju OKB-1 (danes Raketno-vesoljska korporacija Energija), pod vodstvom Sergeja Koroljeva. Leta 1965 je Koroljov predlagal prenos razvoja avtomatskih medplanetarnih postaj in avtomatskih lunarnih postaj v OKB-301 (danes Znanstveno-proizvodno združenje Lavočkin) pod vodstvom Georgija Babakina. Luna 9 je tako postala prva odprava, pripravljena v novem biroju, pri čemer so uporabili komponente, prenesene iz OKB-1.
Na podlagi rezultatov prejšnjih poletov so v OKB-301 v zasnovo in logiko delovanja uvedli nekatere spremembe:
- Okrepitev zunanjih slojev amortizatorjev.
- Napihovanje amortizacijskih zračnih blazin se je začelo šele po vklopu zaviralnega motorja KTDU.

Po teh izboljšavah je bilo izstreljenih več postaj v okviru podprogramov E-6S in E-6M. Tudi te misije so temeljile na razvojnih dosežkih OKB-1. Kasnejši podprogrami, kot sta E-8 in E-8-5, pa so že predstavljali povsem nove zasnove in tehnologije OKB-301. Biro je nato zasnoval in izdelal skoraj vsa sovjetska in pozneje ruska lunarna in medplanetarna vesoljska plovila.

## Plovilo
Vesoljsko plovilo je bila sestavljeno iz dveh delov: preletnega modula in pristajalnega modula na vrhu. Skupaj je tehtalo okoli 1533 kg in bilo visoko 2,7 metra.
Preletni modul je bil sestavljen iz korekcijsko-zaviralnega pogonskega sistema KTDU-5A s štirimi pomožnimi šobami, torznega rezervoarja za gorivo iz aluminijeve zlitine, sferičnega rezervoarja za oksidant s premerom 90 cm, predela za sistem vodenja, dveh ločljivih stranskih modulov za sistem astroorientacije in radarski višinomer za visoke višine.
Pristajalni modul je bil zasnovan kot hermetično zaprta kapsula, v kateri je tlak znašal 1,2 atm, s premerom 58 cm in maso 99 kg. Modul so poimenovali samodejna lunarna postaja (rusko автоматическая лунная станция; ALS), ki je merila 58 cm. Sestavljali so ga radijski sistem (kompleks radijske komunikacije v metrskem pasu KRS in kotni merilni sistem v decimetrskem pasu Majak-6), programsko-časovna naprava, akumulator, sistem za nadzor temperature, optično-mehanska televizijska kamera Я-198 (razvita v NIJ-885) in znanstveni instrumenti. Detektor kozmičnih žarkov KS-17M je bil razvit v NIJAF; gama-spektrometer SGS-2 (razvit v GEOHI in SNIIP) pa je bil zaradi okvare izklopljen še pred izstrelitvijo. Zgornji del pristajalnega modula so prekrivale štiri antene, ki so po odprtju v vzorec cvetličnih lističev modul postavile v navpično lego. Poleg tega so bile nameščene še tudi štiri zložljive palične antene. Za ublažitev pristanka sta bili nameščeni dve napihljivi zračni blazini, ki sta modul obdala z vseh strani ter tako ublažila delovanje sil na modul pri pristanku.
Na kapsulo sta bila pritrjena tudi spominska emblema: petkotni emblem z grbom ZSSR in napisoma »Zveza sovjetskih socialističnih republik« in »januar 1966. leta« v ruščini (СОЮЗ СОВЕТСКИХ СОЦИАЛИСТИЧЕСКИХ РЕСПУБЛИК; ЯНВАРЬ 1966 г.) in podolgovati trikotni emblem z enakimi napisi ter simboličnimi upodobitvami Zemlje, Lune in preletne poti.

## Izstrelitev, let proti luni in pristanek
Luna 9 je bila 31. januarja 1966 ob 14:41:37 (po moskovskem času) izstreljena z raketo Molnija-M, serijske številke 103-32, s ploščadi 31/6 na kozmodromu Bajkonur. Prve tri stopnje štiristopejske nosilne rakete so tovor utirile v nizkozemeljsko orbito na višino med 168 in 219 km z naklonom 51.8°. Četrta stopnja (Blok-L) je nato izvedla vžig s katerim je dvignila perigej orbite in dosegla apogej na približno 500.000 km ter naposled vtirila plovilo v visokoeliptično orbito.
Nato je postaja začela let proti Luni, med katerim se je s pomočjo dušikovih potisnikov vrtelo okoli svoje osi. 1. februarja je bil izveden popravek poti. Ko je plovilo doseglo višino 8300 km nad Luno, je bilo orientirano za vžig zaviralnih motorjev, hkrati pa se je prenehalo vrteti. Od tega trenutka naprej je bila orientacija vesoljskega plovila vzdrževana z optomehanskim sistemom, ki je meril smeri do Sonca in Zemlje. Na višini 75 km nad površjem Lune je radarski višinomer sprožil ločitev stranskih modulov, napihovanje pristajalnih zračnih blazin in vžig zaviralnih motorjev. Na višini 250 metrov nad površjem je bil glavni zaviralni motor izklopljen, potem ko je integrator pospeška dosegel načrtovano hitrost zaviranja. Nato so štirje pomožni motorji še dodatno upočasnili plovilo. Približno 5 metrov nad površjem je talni senzor zaznal dotik z Lunino površino, kar je sprožilo izklop motorjev ter izstrelitev pristajalne kapsule, ki je ob tem dodatno napihnila svojo zračno blazino. Kapsula je pristala s hitrostjo 22 km/h.
Po pristanku se je kapsula večkrat odbila, nato pa se je ustavila v Oceanu neviht (Oceanus Procellarum), zahodno od kraterjev Reiner in Marius, na približnih koordinatah 7,08° S, 64,37° Z (po drugih virih 7,05° S, 64,22° Z). Luna 9 je tako 3. februarja 1966 ob 21:42:29 (po moskovskem času) izvedla prvo uspešno mehko pristajanje na Luni.

## Delovanje po pristanku
Približno štiri minute po pristanku ALS so bile zračne blazine spuščene, navzven pa so se odprle tudi antene in pokrovi zgornjega dela pristajalne kapsule, tako da so kapsulo stabilizirali na površju. Kapsula je imela s popolnoma odprtimi antenami premer 160 cm in višino 112 cm.
Pričela se je prva radijska komunikacija z napravo na drugem nebesnem telesu.  Med tem je prenašala panoramske slike luninega površja, posnete pri različnih višinah Sonca nad luninim obzorjem (7°, 14°, 27° in 41°). Optično-mehanski skenirni sistem s cilindričnim oknom je imel vidni kot 360° vodoravno in 36° navpično, pri ločljivosti 6000 vrstic na sliko in 500 elementov na vrstico. Hitrost prenosa slike je bila 1 vrstica na sekundo, zato je celotna panoramska slika potrebovala 100 minut za prenos. Globinska ostrina se je raztezala od 1,5 metra do neskončnosti, kar je omogočalo razločevanje podrobnosti velikosti 1,5–2 mm na razdalji 1,5 metra. Televizijska oprema je samodejno prilagajala ojačitev signala glede na osvetlitev.  Po sestavi so fotografije dale panoramski pogled na neposredno lunino površino, vključno s pogledom na bližnje skale in obzorje. Zanimivo je, da so radijski signal prestregli v britanskem observatoriju Jodrell Bank in ugotovili, da je bil uporabljen format signala enak mednarodno dogovorjenemu sistemu Radiofax, ki so ga tedaj uporabljali časopisi za prenos slik. Daily Express je observatoriju poslal ustrezen sprejemnik in slike z Lune 9 so bile dekodirane in objavljene po vsem svetu še pred uradnim sovjetskim sporočilom.
Glede na dokumente, ki beležijo rekorde Mednarodne letalske federacije, je samodejna lunarna postaja delovala do 5. februarja 1966 ob 17:44 (GMT), kar pomeni, da je njeno aktivno delovanje na Luninem površju trajalo 46 ur in 58,5 minute. V tem času je izvedla šest komunikacijskih sej. Po podatkih Nase je postaja delovala na površju več kot 76 ur, dokler se 7. februarja ob 02:55 po moskovskem času niso izpraznile baterije. Po tej različici je bilo izvedenih sedem komunikacijskih sej.

### Odkritja
Odprava je potrdila "meteoritsko-žlindrasto" teorijo zgradbe zunanje plasti Lune, ki sta jo predlagala Vsevolod Šaronov in Nadježda Sitinska. Na Luni ni bil odkrit debelejši sloj prahu, katerega obstoj so domnevali številni teoretiki. Izvedena so bila tudi merjenja jakosti sevanja, ki je posledica kozmičnih žarkov in sevanja luninega regolita. Izmerjena doza sevanja je znašala približno 30 milliradov (0,3 miligreja) na dan.
Ugotovljeno je bilo, da Luna nima opaznega magnetnega polja niti radiacijskih pasov. Med poletom od Zemlje do Lune so znanstveniki natančneje določili lokacijo zunanjega radiacijskega pasu Zemlje.

## Modeli in replike
Podrobni modeli Lune 9 so na ogled v številnih muzejih kozmonavtike.
- Maketa Lune 9 (1:1) v Memorialnem muzeju kozmonavtike.
- Pristajalna kapsula Luna-9 v Memorialnem muzeju kozmonavtike.
- Maketa Lune 9 v Državnem muzeju zgodovine kozmonavtike.
- Pristajalna kapsula v Državnem muzeju zgodovine kozmonavtike.
- Model pristajalne naprave v paviljonu Koznos na Moskovskem razstavišču VDNH.
- Primer kapsule z vgrajenim avtomatskimnadzornim sistemom, Državni Muzej zgodovine kozmonavtike.
- Model Lune 9 v Muzeju kozmonavtike in raketne tehnike.

## Upodobitve na znamkah
Uspešen pristanek na Luni so obeležili na več znamkah.
- "Luna 9"–na Luni! 3.2. 1966. (Pošta ZSSR)
- "Nova etapa kozmične dobe". Shema leta Lune 9 z označenimi Zemljo, Luno in mestom pristanka blizu luninega oceana ter napisoma "začetek 31.1.1996" in "mehak pristanek 3.2.1966". (Pošta ZSSR)
- Grb ZSSR in zastavica, ki jo je na luno poslala "Luna 9". (Pošta ZSSR)
- Sovjetski laboratorij deluje na luni. Motivi "Lune 9" in napis "teleprenos z Lune" 4.2.1996 (Pošta ZSSR)
- Motiv kapsule Luna 9. (Pošta ZSSR).
- Luna 9 - prvi mehek pristanek na Luni 3.2.1966. (Pošta NDR)